# Lovozerite
La lovozerite è un minerale appartenente al gruppo omonimo.